# Nati nel 1982/Dicembre
| Questa pagina contiene informazioni ricavate automaticamente dalle voci biografiche con l'ausilio del template Bio e di un bot. L'aggiornamento è periodico e automatico e ricostruisce completamente la pagina. Se manca una persona in questa lista, sei pregato di non aggiungerla, ma accertati piuttosto che la sua voce biografica contenga il template Bio e che i dati anagrafici siano correttamente compilati. Se il template Bio manca, inseriscilo tu stesso o, in alternativa, metti l'avviso {{tmp\|Bio}} che ne segnala la mancanza. Se i dati riportati sono sbagliati, correggi direttamente la voce biografica; le modifiche saranno visibili in questa lista entro pochi giorni. Per chiarimenti vedi il progetto biografie. La lista contiene solo le 361 persone che sono citate nell'enciclopedia e per le quali è stato implementato correttamente il template Bio. Pagina aggiornata al 10 ago 2025. |

- 1º dicembre - Riz Ahmed, attore e rapper britannico
- 1º dicembre - Chasan Baroev, ex lottatore russo
- 1º dicembre - Diego Cavalieri, ex calciatore brasiliano
- 1º dicembre - Riccardo Colombo, allenatore di calcio e ex calciatore italiano
- 1º dicembre - Dimartino, cantautore italiano
- 1º dicembre - Lloyd Doyley, ex calciatore inglese
- 1º dicembre - Lance Gooden, politico statunitense
- 1º dicembre - Jonny Cruz, attore statunitense
- 1º dicembre - Katariina Hänninen, cantante finlandese
- 1º dicembre - Karmen Kočar, pallavolista slovena
- 1º dicembre - Mbaye Leye, allenatore di calcio e ex calciatore senegalese
- 1º dicembre - Melanie Marshall, ex nuotatrice britannica
- 1º dicembre - Chrīstos Melissīs, ex calciatore greco
- 1º dicembre - Alfredo Pacheco, calciatore salvadoregno († 2015)
- 1º dicembre - Julija Skokova, pattinatrice di velocità su ghiaccio russa
- 2 dicembre - Mohammed Al-Mukhaini, calciatore omanita
- 2 dicembre - Vítor Bruno, allenatore di calcio e ex calciatore portoghese
- 2 dicembre - Julie Coin, allenatrice di tennis e ex tennista francese
- 2 dicembre - Chrīstos Karypidīs, ex calciatore greco
- 2 dicembre - Siren Sundby, ex velista norvegese
- 2 dicembre - Matt Walsh, ex cestista statunitense
- 3 dicembre - Sherill Baker, ex cestista, allenatrice di pallacanestro e dirigente sportivo statunitense
- 3 dicembre - Toni Bizaca, allenatore di pallacanestro e ex cestista croato
- 3 dicembre - Ludwig Blochberger, attore tedesco
- 3 dicembre - Jaycee Chan, cantante e attore statunitense
- 3 dicembre - Sarah-Jane Dias, modella e attrice indiana
- 3 dicembre - Michael Essien, allenatore di calcio e ex calciatore ghanese
- 3 dicembre - Perla Francalanci, ballerina e coreografa italiana
- 3 dicembre - Michel Gurfi, attore e produttore televisivo argentino
- 3 dicembre - Silviu Izvoranu, ex calciatore rumeno
- 3 dicembre - Tereza Matuszková, pallavolista ceca
- 3 dicembre - Alice Pol, attrice francese
- 3 dicembre - Dascha Polanco, attrice dominicana
- 3 dicembre - Rico Love, produttore discografico e cantante statunitense
- 3 dicembre - Mithali Raj, crickettista indiana
- 3 dicembre - Franco Sbaraglini, rugbista a 15 e allenatore di rugby a 15 argentino
- 3 dicembre - Ondřej Švejdík, ex calciatore ceco
- 3 dicembre - Lorenzo Viviani, politico italiano
- 3 dicembre - Brice Vounang, ex cestista camerunese
- 3 dicembre - Adam Wingard, regista, attore e scenografo statunitense
- 3 dicembre - Aníbal Zurdo, ex calciatore messicano
- 4 dicembre - Matt Fox, ex giocatore di baseball statunitense
- 4 dicembre - Sergej Gorbok, ex pallamanista e allenatore di pallamano russo
- 4 dicembre - Faisal Khalil, ex calciatore emiratino
- 4 dicembre - Marteria, rapper e cantante tedesco
- 4 dicembre - Ricardo Dionisio, allenatore di calcio portoghese
- 4 dicembre - Mamadou Tall, ex calciatore ivoriano
- 4 dicembre - Ho-Pin Tung, pilota automobilistico cinese
- 4 dicembre - Nick Vujicic, predicatore australiano
- 5 dicembre - Roger Bowling, artista marziale misto statunitense
- 5 dicembre - Eddy Curry, ex cestista statunitense
- 5 dicembre - Stephen Dobbie, ex calciatore scozzese
- 5 dicembre - Edwin Draughan, ex cestista statunitense
- 5 dicembre - Boris Georgiev, pugile bulgaro
- 5 dicembre - Keri Hilson, cantautrice statunitense
- 5 dicembre - Pætur Jacobsen, ex calciatore faroese
- 5 dicembre - Mia Jerkov, pallavolista croata
- 5 dicembre - Gabriel Luna, attore statunitense
- 5 dicembre - Vaggelīs Margaritīs, cestista greco
- 5 dicembre - Ján Mucha, allenatore di calcio e ex calciatore slovacco
- 5 dicembre - Fernanda Neves Beling, ex cestista brasiliana
- 5 dicembre - Karl Palatu, ex calciatore estone
- 5 dicembre - Dejan Rusič, ex calciatore sloveno
- 5 dicembre - Kallé Soné, ex calciatore camerunese
- 5 dicembre - Gelsomina Verde, italiana († 2004)
- 6 dicembre - Alberto Contador, ex ciclista su strada spagnolo
- 6 dicembre - Raed Fares, calciatore palestinese
- 6 dicembre - Robbie Gould, ex giocatore di football americano statunitense
- 6 dicembre - Daniel Rigby, attore e comico britannico
- 6 dicembre - Kivu Ruhorahoza, regista ruandese
- 6 dicembre - Christopher John Thomason, attore e modello statunitense
- 6 dicembre - Susie Wolff, ex pilota automobilistica britannica
- 6 dicembre - Sérgio da Silva Andrade, ex calciatore portoghese
- 7 dicembre - Emma Adbåge, scrittrice e illustratrice svedese
- 7 dicembre - Lou Amundson, ex cestista statunitense
- 7 dicembre - Lucio Besana, sceneggiatore italiano
- 7 dicembre - Boo Davis, ex cestista statunitense
- 7 dicembre - Jack Huston, attore britannico
- 7 dicembre - K.J. Noons, artista marziale misto, ex pugile e kickboxer statunitense
- 7 dicembre - Mikey Varas, allenatore di calcio statunitense
- 7 dicembre - Ėduard Vorganov, ciclista su strada russo
- 8 dicembre - Julen Aguinagalde, ex pallamanista e allenatore di pallamano spagnolo
- 8 dicembre - Halil Altıntop, allenatore di calcio e ex calciatore turco
- 8 dicembre - Ibrahima Bangoura, ex calciatore guineano
- 8 dicembre - Rosa Chacha, maratoneta e mezzofondista ecuadoriana
- 8 dicembre - Will Conroy, ex cestista e allenatore di pallacanestro statunitense
- 8 dicembre - Christian Drejer, ex cestista danese
- 8 dicembre - Marc Gautschi, ex hockeista su ghiaccio svizzero
- 8 dicembre - David Guez, ex tennista francese
- 8 dicembre - Hamit Altıntop, ex calciatore turco
- 8 dicembre - Raquel Kops-Jones, ex tennista statunitense
- 8 dicembre - Chrisette Michele, cantautrice statunitense
- 8 dicembre - Nicki Minaj, rapper trinidadiana
- 8 dicembre - Noelle Pikus-Pace, ex skeletonista statunitense
- 8 dicembre - Jimmy Rave, wrestler statunitense († 2021)
- 8 dicembre - Jon Robyns, attore teatrale e cantante inglese
- 8 dicembre - Serena Ryder, cantante, artista e conduttrice radiofonica canadese
- 8 dicembre - Jacqueline Siu, cavallerizza hongkonghese
- 8 dicembre - DeeDee Trotter, velocista statunitense
- 8 dicembre - Peter Vera, ex calciatore uruguaiano
- 8 dicembre - Hannah Ware, attrice e modella britannica
- 9 dicembre - Margalit'a Chakhnashvili, allenatrice di tennis e ex tennista georgiana
- 9 dicembre - Kevin Goldthwaite, ex calciatore statunitense
- 9 dicembre - Evdokija Grečišnikova, pentatleta russa
- 9 dicembre - Richard Mariko, calciatore samoano americano
- 10 dicembre - Óscar Bagüí, ex calciatore ecuadoriano
- 10 dicembre - Tim Dobbins, giocatore di football americano statunitense
- 10 dicembre - Tomáš Hájovský, calciatore slovacco
- 10 dicembre - Kanae Ikehata, schermitrice giapponese
- 10 dicembre - Sultan Kösen, ex cestista turco
- 10 dicembre - Joe Polo, giocatore di curling statunitense
- 10 dicembre - Patrick Reimer, hockeista su ghiaccio tedesco
- 10 dicembre - Fulvio Scola, ex fondista italiano
- 10 dicembre - Ohanna Shivanand, modella, attrice televisiva e attrice cinematografica indiana
- 11 dicembre - Valeria Campagna, calciatrice italiana
- 11 dicembre - Andreas Dahlén, ex calciatore svedese
- 11 dicembre - Craig Fagan, allenatore di calcio e ex calciatore giamaicano
- 11 dicembre - Sašo Fornezzi, ex calciatore sloveno
- 11 dicembre - Chadžimurat Gacalov, lottatore russo
- 11 dicembre - Jimmy Gatété, ex calciatore ruandese
- 11 dicembre - Roman Harper, giocatore di football americano statunitense
- 11 dicembre - Mai Khôi, cantante, musicista e attivista vietnamita
- 11 dicembre - Danylo Kozlov, ex cestista ucraino
- 11 dicembre - Jessica Pünchera, ex sciatrice alpina svizzera
- 11 dicembre - Song Xiaoyun, ex cestista cinese
- 11 dicembre - Aleksandar Stoimirović, allenatore di calcio e ex calciatore serbo
- 11 dicembre - Bjørn Strøm, ex calciatore norvegese
- 12 dicembre - Dzmitryj Asipenka, ex calciatore bielorusso
- 12 dicembre - Anna Cavazzini, politica tedesca
- 12 dicembre - Greg Lansky, imprenditore francese
- 12 dicembre - Heidi Løke, pallamanista norvegese
- 12 dicembre - Mahir Şükürov, ex calciatore azero
- 12 dicembre - Dmitrij Tursunov, allenatore di tennis e ex tennista russo
- 13 dicembre - Ahmed Mushaima, calciatore bahreinita
- 13 dicembre - Anthony Callea, cantante australiano
- 13 dicembre - Elisa Di Francisca, ex schermitrice italiana
- 13 dicembre - Francis Dickoh, ex calciatore ghanese
- 13 dicembre - Vinícius Duarte, giocatore di calcio a 5 brasiliano
- 13 dicembre - Elena Evseeva, ballerina russa
- 13 dicembre - Dan Hamhuis, hockeista su ghiaccio canadese
- 13 dicembre - Simona Krupeckaitė, pistard lituana
- 13 dicembre - Alexis Michalik, attore, drammaturgo e scrittore francese
- 13 dicembre - Eita Nagayama, attore giapponese
- 13 dicembre - Alison Shanks, ex pistard e ex ciclista su strada neozelandese
- 13 dicembre - Kōtarō Tanaka, attore giapponese
- 14 dicembre - Elena Barolo, showgirl, attrice e conduttrice televisiva italiana
- 14 dicembre - Vince Bellissimo, ex hockeista su ghiaccio canadese
- 14 dicembre - Chemseddine Chtibi, calciatore marocchino
- 14 dicembre - Mark-Jan Fledderus, ex calciatore olandese
- 14 dicembre - Dan Gargan, ex calciatore statunitense
- 14 dicembre - Gayson Gregory, calciatore antiguo-barbudano
- 14 dicembre - Janine Hanson, canottiera canadese
- 14 dicembre - Michel Lasme, ex cestista e allenatore di pallacanestro ivoriano
- 14 dicembre - Matthew McNulty, attore britannico
- 14 dicembre - Steven Sidwell, ex calciatore inglese
- 14 dicembre - Iván Vázquez, ex calciatore messicano
- 15 dicembre - Charlie Cox, attore britannico
- 15 dicembre - Matías Delgado, ex calciatore argentino
- 15 dicembre - Jason Ellis, ex cestista statunitense
- 15 dicembre - Victor Gomes, arbitro di calcio sudafricano
- 15 dicembre - George O. Gore II, attore statunitense
- 15 dicembre - Marko Jelača, pallanuotista croato
- 15 dicembre - Zina Kocher, ex biatleta e fondista canadese
- 15 dicembre - Miloš Mihajlov, ex calciatore serbo
- 15 dicembre - Tetjana Perebyjnis, tennista ucraina
- 15 dicembre - Alfredo Reft, ex pallavolista e allenatore di pallavolo statunitense
- 15 dicembre - Murad Ismail Said, calciatore palestinese
- 15 dicembre - Lansford Spence, ex velocista giamaicano
- 16 dicembre - Mei Finegold, cantante israeliana
- 16 dicembre - Cristina Ghita, schermitrice rumena
- 16 dicembre - Khaled Khalaila, ex calciatore israeliano
- 16 dicembre - Lionel Lewis, ex calciatore singaporiano
- 16 dicembre - Lisa McIntosh, ex atleta paralimpica australiana
- 16 dicembre - Justin Mentell, attore statunitense († 2010)
- 16 dicembre - Antrel Rolle, giocatore di football americano statunitense
- 16 dicembre - Anna Sedokova, cantante, attrice e conduttrice televisiva ucraina
- 16 dicembre - Stanislav Šesták, allenatore di calcio e ex calciatore slovacco
- 16 dicembre - Margot Sikabonyi, attrice italiana
- 16 dicembre - Kendra Wecker, ex cestista statunitense
- 16 dicembre - Paolo Zanetti, allenatore di calcio e ex calciatore italiano
- 17 dicembre - Erkan Avcı, attore turco
- 17 dicembre - Ashley Brzozowicz, canottiera canadese
- 17 dicembre - Lorenzo Cittadini, ex rugbista a 15 e allenatore di rugby a 15 italiano
- 17 dicembre - Virginie Claes, modella belga
- 17 dicembre - Dynamo, illusionista britannico
- 17 dicembre - Benjamin Goldwasser, polistrumentista statunitense
- 17 dicembre - Ellen Hild, ex sciatrice alpina tedesca
- 17 dicembre - Craig Kielburger, attivista canadese
- 17 dicembre - Aleksandra Klejnowska, ex sollevatrice polacca
- 17 dicembre - Stéphane Lasme, ex cestista gabonese
- 17 dicembre - Fernando Recio, ex calciatore spagnolo
- 17 dicembre - Boubacar Sanogo, ex calciatore ivoriano
- 17 dicembre - Martin Sauer, canottiere tedesco
- 17 dicembre - Steve Weatherford, giocatore di football americano statunitense
- 18 dicembre - Kateřina Baďurová, astista ceca
- 18 dicembre - Adam Ben Ezra, contrabbassista e polistrumentista israeliano
- 18 dicembre - Yari Bernasconi, poeta e scrittore svizzero
- 18 dicembre - Luca Brancaleon, karateka italiano
- 18 dicembre - Josué Galdámez, ex calciatore salvadoregno
- 18 dicembre - Williams Martínez, calciatore uruguaiano († 2021)
- 18 dicembre - Marta Moreno, ex calciatrice spagnola
- 18 dicembre - Serghei Pașcenco, ex calciatore moldavo
- 18 dicembre - Lucie Theodorová, ex attrice pornografica ceca
- 18 dicembre - Vedran Vukušić, ex cestista croato
- 19 dicembre - Paolo Giordano, scrittore italiano
- 19 dicembre - Chris Kuper, ex giocatore di football americano statunitense
- 19 dicembre - Fanuel Massingue, calciatore mozambicano
- 19 dicembre - Moeko Matsushita, cantante e attrice giapponese
- 19 dicembre - Tero Pitkämäki, ex giavellottista finlandese
- 19 dicembre - Annabella Piugattuk, attrice canadese
- 19 dicembre - Jason Spitz, giocatore di football americano statunitense
- 19 dicembre - Mo Williams, allenatore di pallacanestro e ex cestista statunitense
- 19 dicembre - Andrea Zafferani, politico sammarinese
- 20 dicembre - Mikel Álvaro, ex calciatore spagnolo
- 20 dicembre - Keny Arkana, rapper francese
- 20 dicembre - Francesco Brandi, attore e drammaturgo italiano
- 20 dicembre - Andrejs Butriks, ex calciatore lettone
- 20 dicembre - Rudel Calero, ex calciatore nicaraguense
- 20 dicembre - David Cook, cantante statunitense
- 20 dicembre - Husain Salman Makki, calciatore bahreinita
- 20 dicembre - Alexander Horst, giocatore di beach volley austriaco
- 20 dicembre - Devon Kershaw, ex fondista canadese
- 20 dicembre - Vedran Princ, ex cestista bosniaco
- 20 dicembre - Jack the Smoker, rapper e produttore discografico italiano
- 20 dicembre - Elisha Sawe, ex maratoneta keniota
- 20 dicembre - Melanie Scrofano, attrice canadese
- 20 dicembre - Thomas Tallevi, pilota motociclistico italiano
- 20 dicembre - David Wright, ex giocatore di baseball statunitense
- 21 dicembre - Valeriu Andronic, allenatore di calcio e ex calciatore moldavo
- 21 dicembre - Eleonora Buratto, soprano italiano
- 21 dicembre - Agustín Costa Repetto, ex rugbista a 15 argentino
- 21 dicembre - Francesca Doveri, ostacolista e multiplista italiana
- 21 dicembre - Mike Gansey, ex cestista e dirigente sportivo statunitense
- 21 dicembre - Takeshi Hamada, ex calciatore giapponese
- 21 dicembre - Philip Humber, ex giocatore di baseball statunitense
- 21 dicembre - Peter Joppich, ex schermidore tedesco
- 21 dicembre - Iljo Keisse, ex pistard e ex ciclista su strada belga
- 21 dicembre - Clementino, rapper e attore italiano
- 21 dicembre - Nenad Medić, giocatore di poker serbo
- 21 dicembre - Tom Payne, attore britannico
- 21 dicembre - Primo, wrestler portoricano
- 21 dicembre - Juan Pablo Pumpido, allenatore di calcio argentino
- 21 dicembre - Aleksandar Radosavljević, ex calciatore serbo
- 21 dicembre - Szymon Szewczyk, ex cestista polacco
- 21 dicembre - José Rolando Torres, ex calciatore salvadoregno
- 22 dicembre - Reyhan Arabacıoğlu, ex sollevatore turco
- 22 dicembre - Alex Belli, modello, attore e personaggio televisivo italiano
- 22 dicembre - Souleymane Camara, ex calciatore senegalese
- 22 dicembre - Agbani Darego, modella nigeriana
- 22 dicembre - Diana Dondoe, modella rumena
- 22 dicembre - Luis Garnier, ex calciatore argentino
- 22 dicembre - Britta Heidemann, ex schermitrice tedesca
- 22 dicembre - Monika Karsch, tiratrice a segno tedesca
- 22 dicembre - Rodney Martin, velocista statunitense
- 22 dicembre - Teko Modise, ex calciatore sudafricano
- 22 dicembre - Místico, wrestler messicano
- 22 dicembre - Brooke Nevin, attrice canadese
- 22 dicembre - Apostol Popov, ex calciatore bulgaro
- 22 dicembre - Rohan Ricketts, ex calciatore inglese
- 22 dicembre - Olivier Tia, ex calciatore ivoriano
- 23 dicembre - Han-Na Chang, direttrice d'orchestra e violoncellista sudcoreana
- 23 dicembre - Albert Dorca, ex calciatore spagnolo
- 23 dicembre - Roxana Luca, ex pattinatrice artistica su ghiaccio romena
- 23 dicembre - Beatriz Luengo, attrice, cantante e ballerina spagnola
- 23 dicembre - Fabio Marchese Ragona, giornalista italiano
- 23 dicembre - Zbyněk Michálek, hockeista su ghiaccio ceco
- 23 dicembre - Nikolaj Pankratov, ex fondista russo
- 23 dicembre - Thomas Rohregger, ciclista su strada austriaco
- 24 dicembre - Masaki Aiba, attore e cantante giapponese
- 24 dicembre - Kevin Burnett, giocatore di football americano statunitense
- 24 dicembre - Anna Ferzetti, attrice italiana
- 24 dicembre - Carlo Greppi, storico, scrittore e curatore editoriale italiano
- 24 dicembre - Tetsuya Kakihara, doppiatore, cantante e blogger giapponese
- 24 dicembre - Carlalberto Ludi, dirigente sportivo e ex calciatore italiano
- 24 dicembre - Ines Mordente, dermatologa e divulgatrice scientifica italiana
- 24 dicembre - Natalie Purcell, cestista neozelandese
- 24 dicembre - Sidney Aparecido Ramos da Silva, calciatore brasiliano
- 24 dicembre - Mickaël Roche, calciatore francese
- 24 dicembre - Robert Schwartzman, attore e cantante statunitense
- 24 dicembre - Orso Tosco, scrittore italiano
- 25 dicembre - Rob Edwards, allenatore di calcio e ex calciatore gallese
- 25 dicembre - Alessio Fiore, pallavolista italiano
- 25 dicembre - Rafael Natal, artista marziale misto brasiliano
- 25 dicembre - Gianni Quinto, regista, sceneggiatore e attore italiano
- 25 dicembre - María Jesús Ruiz, modella spagnola
- 25 dicembre - Silvia Sardone, politica italiana
- 25 dicembre - Janez Zavrl, ex calciatore sloveno
- 26 dicembre - Claudio Corioni, ex ciclista su strada italiano
- 26 dicembre - Jason Dunn, cantante canadese
- 26 dicembre - Ema Fujisawa, modella e attrice giapponese
- 26 dicembre - Aleksander Hetland, ex nuotatore norvegese
- 26 dicembre - Noel Hunt, ex calciatore irlandese
- 26 dicembre - Rafael Lira, giocatore di calcio a 5 brasiliano
- 26 dicembre - David Logan, ex cestista statunitense
- 26 dicembre - Carlotta Mantovan, conduttrice televisiva, giornalista e ex modella italiana
- 26 dicembre - Willie August Marango, ex calciatore vanuatuano
- 26 dicembre - Shun Oguri, attore, doppiatore e regista giapponese
- 26 dicembre - Bas Sibum, allenatore di calcio e ex calciatore olandese
- 26 dicembre - Aksel Lund Svindal, ex sciatore alpino norvegese
- 26 dicembre - Fábio Veríssimo, arbitro di calcio portoghese
- 27 dicembre - Francesca Cavallero, scrittrice di fantascienza italiana
- 27 dicembre - Giovanni Cernogoraz, tiratore a volo italiano
- 27 dicembre - Valentina Correani, conduttrice televisiva, attrice e conduttrice radiofonica italiana
- 27 dicembre - Kouko Guehi, ex calciatore ivoriano
- 27 dicembre - Jordi Fernández, allenatore di pallacanestro spagnolo
- 27 dicembre - Fernando Garibay, produttore discografico e compositore messicano
- 27 dicembre - Ovidiu Hoban, allenatore di calcio e ex calciatore rumeno
- 27 dicembre - Elisa Isoardi, conduttrice televisiva e ex modella italiana
- 27 dicembre - James Marburg, canottiere australiano
- 27 dicembre - Richarlyson, ex calciatore brasiliano
- 27 dicembre - Jonathan Thomas, ex rugbista a 15 e allenatore di rugby a 15 britannico
- 28 dicembre - Eugenio Abbattista, ex arbitro di calcio italiano
- 28 dicembre - Cedric Benson, giocatore di football americano statunitense († 2019)
- 28 dicembre - Maycoll Cañizalez, ex calciatore salvadoregno
- 28 dicembre - Alessandra De David, ex hockeista su ghiaccio italiana
- 28 dicembre - Jennifer Decker, attrice francese
- 28 dicembre - Beau Garrett, attrice e modella statunitense
- 28 dicembre - Cris Gilioli, ex calciatore italiano
- 28 dicembre - Curtis Glencross, ex hockeista su ghiaccio canadese
- 28 dicembre - Davit' Grigoryan, ex calciatore armeno
- 28 dicembre - Erik Meyer, ex giocatore di football americano statunitense
- 28 dicembre - Kakianako Nariki, velocista gilbertese
- 28 dicembre - Rikke Normann, cantante norvegese
- 28 dicembre - Jonna Pirinen, cantante finlandese
- 28 dicembre - Graziella Pirriatore, arbitro di calcio italiana
- 28 dicembre - Alessandro Proni, ex ciclista su strada italiano
- 28 dicembre - Ferry Rotinsulu, ex calciatore indonesiano
- 28 dicembre - Matthew Santos, cantautore statunitense
- 28 dicembre - Daniel Schlauch, doppiatore tedesco
- 28 dicembre - Zdeněk Sláma, allenatore di calcio a 5 e ex giocatore di calcio a 5 ceco
- 28 dicembre - Karamoko Moussa Traoré, ex calciatore mauritano
- 28 dicembre - Wanessa, cantautrice, attrice e conduttrice televisiva brasiliana
- 28 dicembre - Ahmed Zuway, calciatore libico
- 29 dicembre - Mirko Barbagli, ex calciatore italiano
- 29 dicembre - Marko Baša, ex calciatore montenegrino
- 29 dicembre - Alison Brie, attrice statunitense
- 29 dicembre - Elena Cassani, dirigente sportiva e ex calciatrice italiana
- 29 dicembre - Florian Guillou, ex ciclista su strada francese
- 29 dicembre - Noriaki Kinoshita, giocatore di football americano giapponese
- 29 dicembre - Diego Maínz, ex calciatore spagnolo
- 29 dicembre - Saija Sirviö, hockeista su ghiaccio finlandese
- 29 dicembre - Teresa Tavares, attrice portoghese
- 29 dicembre - Larry Turner, ex cestista statunitense
- 30 dicembre - Loan Chabanol, modella e attrice francese
- 30 dicembre - Stef Collins, ex cestista e allenatrice di pallacanestro britannica
- 30 dicembre - Gareth Delve, ex rugbista a 15 britannico
- 30 dicembre - Ryan Hall, maratoneta e mezzofondista statunitense
- 30 dicembre - Kristin Kreuk, attrice canadese
- 30 dicembre - Razak Pimpong, ex calciatore ghanese
- 30 dicembre - Dathan Ritzenhein, maratoneta e mezzofondista statunitense
- 30 dicembre - Veridiana da Fonseca, ex pallavolista brasiliana
- 31 dicembre - Rino Alaimo, scrittore, illustratore e regista italiano
- 31 dicembre - Luca Avagliano, attore e sceneggiatore italiano
- 31 dicembre - Francisco Bosch, rugbista a 15 argentino
- 31 dicembre - Pape Mamadou Diouf, ex calciatore senegalese
- 31 dicembre - Craig Gordon, calciatore scozzese
- 31 dicembre - Rafael Ledesma, ex calciatore brasiliano
- 31 dicembre - Veronica Marchi, cantautrice italiana
- 31 dicembre - Kikkan Randall, ex fondista statunitense
- 31 dicembre - Luke Schenscher, ex cestista australiano
- 31 dicembre - C.J. Wallace, ex cestista statunitense